# Waleran III de Limburgo

Escudo de armas de Waleran, con una corona para simbolizar su reclamación a Namur y dos colas para simbolizar su posesión sobreLuxemburgo y Limburgo.

Waleran III (o Walram III) (c.  1165– 2 de julio de 1226) fue inicialmente señor de Montjoie, luego conde de Luxemburgo desde 1214. Se convirtió en conde  de Arlon y duque de Limburgo a la muerte de su padre en 1221. Era hijo de Enrique III de Limburgo y Sofía de Saarbrücken.
Como hijo más joven, no esperaba heredar. Llevó una juventud juventud aventurera y participó en la Tercera Cruzada en 1192. En 1208, el candidato imperial Felipe de Suabia murió y Waleran, anteriormente partidario suyo, se unió a su adversario, Otón de Brunswick. En 1212, acompañó a su primo Enrique I, duque de Brabante, a Lieja, entonces en guerra con Güeldres. La primera mujer de Waleran, Cunigunda,  hija de Federico I, duque de Lorena, murió en 1214 y en mayo se casó con Ermesinda de Luxemburgo, y se convirtió en conde jure uxoris allí. Ermesinda reclamó Namur y así Waleran añadió una corona a su escudo de armas para simbolizar esta reclamación.
En 1221, heredó Limburgo y añadió una segunda cola al león rampante en sus armas. Esto simbolizó la posesión de dos grandes feudos. En 1223, intentó tomar Namur al Margrave Felipe II. Fracasó y firmó un tratado de paz el 13 de febrero en Dinant. Participó después en varias dietas imperiales y acompañó el Emperador Federico II a Italia. Murió a su regreso en Rolduc.

## Familia e hijos
Waleran tuvo cuatro hijos con su primera mujer, Cunigunda de Lorena, hija de Federico I, Duque de Lorena, y tres niños con su segunda mujer, Ermesinda de Luxemburgo.[3]
Hijos con Cunigunda de Lorena:
1. Sofía (c. 1190 – 1226/27), casada c. 1210 con Federico de Isenberg
2. Matilde (c. 1192 – aft. 1234), casada c. 1210 con Guillermo III de Jülich, madre de Guillermo IV, Conde de Jülich
3. Enrique IV, Duque de Limburgo
4. Waleran (c. 1200 – 1242), casado con Isabel de Bar, hija de Ermesinda de Luxemburgo y su primer marido, Teobaldo I, Conde de Bar

Hijos con Ermesinda de Luxemburgo:
1. Catalina (c. 1215– 1255), esposa de Mateo II de Lorena, sobrino de la primera esposa de Waleran.
2. Enrique V, Conde de Luxemburgo
3. Gerardo, Conde de Durbuy